# Ballesteros-Weinstein-System

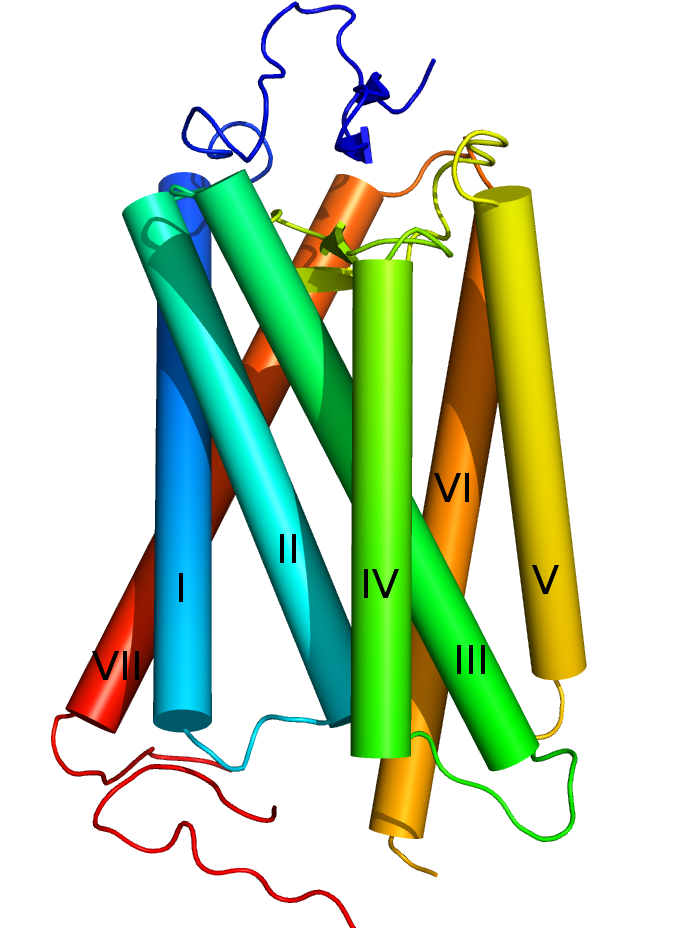
Schematische Darstellung der Struktur und Nummerierung der Transmembrandomänen eines GPCR am Beispiel Rhodopsin

Das Ballesteros-Weinstein-System ist in der Biochemie eine Methode zur Nummerierung von Positionen in G-Protein-gekoppelten Rezeptoren (GPCR).

## Eigenschaften
Die GPCR unterscheiden sich evolutionär bedingt, weisen aber dennoch charakteristische Aminosäuren an bestimmten Positionen in ihrer Aminosäuresequenz auf. Diese Positionen liegen aber oftmals geringfügig versetzt. Durch die universelle Nummerierung werden die Positionen leichter vergleichbar. Die Methode wurde 1995 von Juan A. Ballesteros und Harel Weinstein publiziert.
Bei dem Ballesteros-Weinstein-System werden der Einbuchstabencode einer Aminosäure und die zwei Kennzahlen N1 und N2 verwendet, Die beiden Kennzahlen N1 und N2 werden durch einen Punkt getrennt. N1 gibt die Position der betrachteten Transmembrandomäne an, gezählt ab dem N-Terminus, also die erste Transmembrandomäne, die zweite, dritte usw. Die zweite Kennzahl N2 gibt die Position relativ zur konserviertesten Aminosäure in der betrachteten Transmembrandomäne an, welche mit der Position 50 definiert wird. In Richtung des N-Terminus nimmt diese Zahl mit jeder Aminosäure um eins ab, in Richtung des C-Terminus nimmt sie entsprechend zu. Gelegentlich wird zusätzlich nachfolgend in Klammern die Position relativ zum N-Terminus angegeben. Beispielsweise ergibt sich für ein Prolin (P) an der Position 267 als konservierteste Aminosäure in der sechsten Transmembrandomäne eines Proteins die Bezeichnung P6.50(267).
Eine Alternative zum Ballesteros-Weinstein-System ist das System nach Baldwin.